# Barranc del Grau (Sant Esteve de la Sarga)
El Barranc del Grau, en algun mapa Barranc del Grau de les Xulles, és un barranc del terme de Sant Esteve de la Sarga, a la zona de Sant Esteve de la Sarga.
Es forma a 1.167,5 m. alt., a l'extrem sud-est del Cingle de Lledó, des d'on davalla cap al nord-oest. En el decurs del seu recorregut va rebent tot de barrancs afluents, la majoria per l'esquerra: barranc del Serrat, de la Fou, de la Carbonera, del Teix, fins que el seu curs queda menys encaixat pel costat de llevant, i aleshores rep el barranc del Comunet i barranc dels Burgals per la dreta, fins que s'aboca en el barranc de la Maçana.